# Sylwester Sembratowytsch

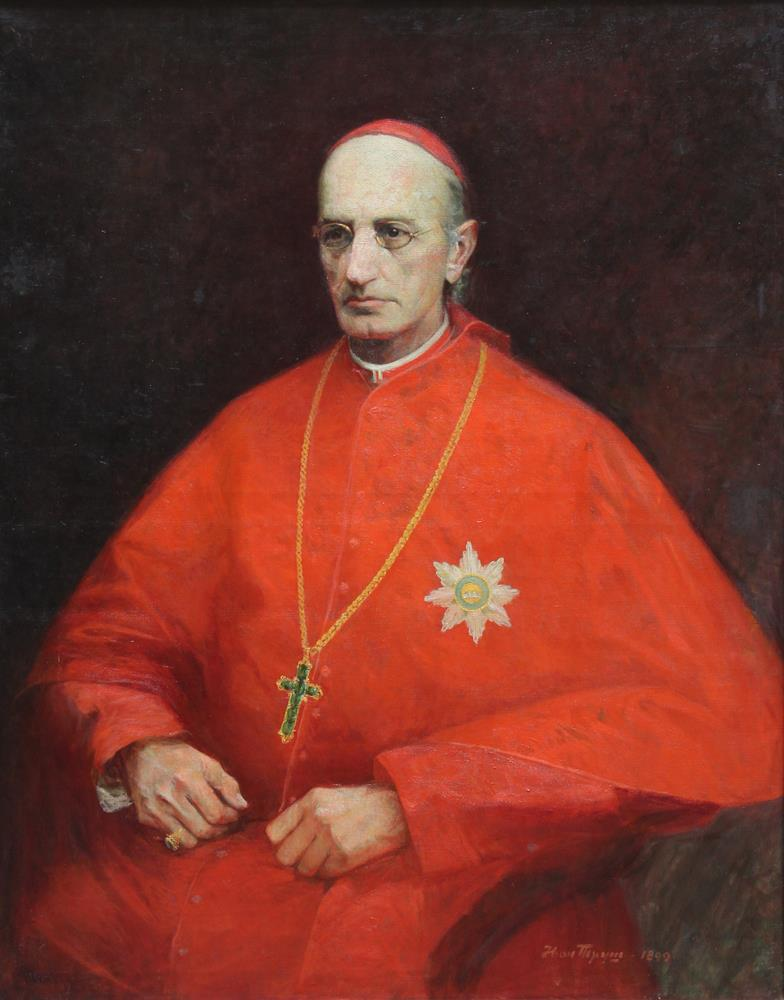
Sylwester Sembratowytsch, Metropolit von Lemberg

Kardinalswappen

Sylwester Sembratowytsch, auch Sembratovyc (ukrainisch Сильвестр Сембратович, polnisch Sylwester Sembratowycz) (* 3. September 1836 in Deszinca, Kongresspolen; † 4. August 1898 in Lemberg), war ein Kardinal und Erzbischof von Lemberg der Ukrainischen Griechisch-Katholischen Kirche.

## Leben
Sylwester Sembratowytsch wurde in einer ruthenischen Familie geboren. Seine Priesterweihe erfolgte am 1. November 1860 in Rom im Lebensalter von 24 Jahren.
Mit 42 Jahren, am 28. Februar 1879, wurde Sembratowicz zum Titularbischof von Iuliopolis und zum Weihbischof in der Erzeparchie Lemberg ernannt. Die Bischofsweihe erfolgte durch seinen Onkel Josyf Sembratowytsch in der Sankt-Georgs-Kathedrale in Lemberg am 20. April 1879; Mitkonsekratoren waren Franciszek Ksawery Wierzchlejski, Erzbischof von Lemberg des Lateinischen Ritus, und Jan Stupnyckj, ruthenischer griechisch-katholischer Bischof von Przemyśl.
Die Ernennung zum Erzbischof von Lemberg erfolgte am 27. März 1885, im 48. Lebensjahr. Die Erhebung zum Kardinal fand am 29. November 1895 statt, zudem die Ernennung zum Kardinalpriester mit der Zuweisung der Titelkirche Santo Stefano al Monte Celio.
Im Königreich Galizien und Lodomerien verfügte er als Lemberger Metropolit über eine Virilstimme im Galizischen Landtag.
Sylwester Kardinal Sembratowicz starb am 4. August 1898, im 61. Lebensjahr stehend, in Lemberg und wurde in der dortigen Sankt-Georgs-Kathedrale beigesetzt.